# Небезпечна гастроль
Небезпечна гастроль (англ. Command Performance) — американський бойовик 2009 року.

## Сюжет
Група професійних терористів захоплює в заручники російського президента з його сім'єю і американського посла під час виступу відомої поп-зірки Венус і зірок рок-н-ролу в Москві. Врятувати заручників і зупинити неконтрольованих терористів доводиться ударнику групи CMF Джо разом з одним із уцілілих охоронців президента.

## У ролях
| Актор                | Роль             |
| -------------------- | ---------------- |
| Дольф Лундгрен       | Джо              |
| Мелісса Сміт         | Венус            |
| Хрісто Шопов         | президент Петров |
| Дейв Леджено         | Олег Казов       |
| Клемент Сейнт-Джордж | посол Бредлі     |
| Джеймс Чалк          | Володимир        |
| Захарі Бахаров       | Михайло Капіста  |
| Івайло Герасков      | Леонід Гордов    |
| Шеллі Варод          | Алі Коннор       |
| Катаржина Волейніо   | майор Павликова  |
| Іда Лундгрен         | Анна Петрова     |
| Робін Добсон         | Яна Петрова      |